# سهم الماء الحلقي
سهمية حلقية (الاسم العلمي:Sagittaria teres) هي نوع من النباتات تتبع جنس السهمية من الفصيلة المزمارية.